# Rudkøbing
Rudkøbing är en tätort och stad som  sedan den 1 januari 2007 utgör centralort i Langelands kommun i Region Syddanmark i södra Danmark. Tätorten har 2 497 invånare (2024) och är därmed den största tätorten på ön Langeland.
Tidigare har staden utgjort centralort i dåvarande Rudkøbings kommun i Fyns amt.

## Historia
Rudkøbing finns historiskt belagd sedan vikingatiden. Orten blev köpstad 1287.

## Kända personer
- Hans Christian Ørsted, fysiker och kemist
- Anders Sandøe Ørsted, statsminister
- Nikolaj Coster-Waldau, skådespelare